# エカテリーナ・パヴロヴナ
エカテリーナ・パヴロヴナ（ロシア語: Екатерина Павловна, ラテン文字転写: Ekaterina Pavlovna, 1788年5月10日 - 1819年1月9日）は、ロシア大公女。オルデンブルク公子ゲオルクの妃、のちにヴュルテンベルク王ヴィルヘルム1世の2度目の妃。ドイツ語名ではカタリーナ・パヴロヴナ（Katharina Pawlowna）と呼ばれた。

## 生涯
ロシア皇帝パーヴェル1世と皇后マリア・フョードロヴナの四女として、ツァールスコエ・セローで生まれた。兄にアレクサンドル1世、コンスタンチン大公、妹にオランダ王妃アンナ・パヴロヴナ、弟にニコライ1世がいる。
1809年8月、母方の従兄に当たるオルデンブルク公子ゲオルクと結婚したが、3年後にゲオルクはチフスで急逝した。
1816年、同じく母方の従兄のヴュルテンベルク王太子ヴィルヘルム（同年に王位を継ぐ）とサンクトペテルブルクで再婚した。
エカテリーナはシュトゥットガルトで死去した。
その後、ヴィルヘルム1世は自身とエカテリーナ、ゲオルク公子の共通の従妹である同族のパウリーネを3人目の妻として次代の王カール1世らをもうけるが、カールの王妃オリガ・ニコラエヴナはニコライ1世の皇女でエカテリーナの姪にあたる。

## 子女
最初の夫オルデンブルク公子ゲオルクとの間には2男をもうけた。
- アレクサンドル（1810年 - 1829年）
- ピョートル（1812年 - 1881年）

2番目の夫ヴュルテンベルク王ヴィルヘルム1世との間には2女をもうけた。
- マリー・フリーデリケ・シャルロッテ（1816年 - 1887年） - アルフレート・フォン・ナイペルクと結婚。
- ゾフィー・フリーデリケ・マティルデ（1818年 - 1877年） - オランダ王ヴィレム3世妃。

| エカテリーナ・パヴロヴナ ホルシュタイン＝ゴットルプ＝ロマノフ家 1788年5月10日 - 1819年1月9日 |                                                    |                                           |
| ドイツの君主                                                                                 |                                                    |                                           |
| 先代 シャルロッテ・オーガスタ・マティルダ                                                    | ヴュルテンベルク王妃 1816年10月30日 – 1819年1月9日 | 次代 パウリーネ・フォン・ヴュルテンベルク |